# Paryrias stygia
Paryrias stygia Hampson, 1926, è un lepidottero appartenente alla famiglia Erebidae, endemico del Guatemala.